# Chiesa di Tutti i Santi (Idmiston)
La chiesa di Tutti i Santi (in inglese All Saints Church) è la chiesa sconsacrata anglicana che si trova nel villaggio e parrocchia civile di Idmiston, contea del Wiltshire nel Sud Ovest dell'Inghilterra, Regno Unito. 
L'ex luogo di culto risale al XIX secolo, rientrava nella diocesi di Salisbury ed è considerato un monumento classificato di prima categoria per il suo particolare interesse storico e architettonico.

## Storia

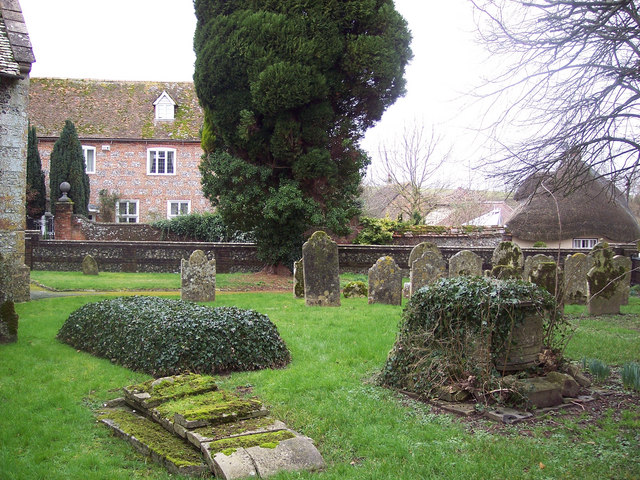
Parte del cimitero accanto alla chiesa

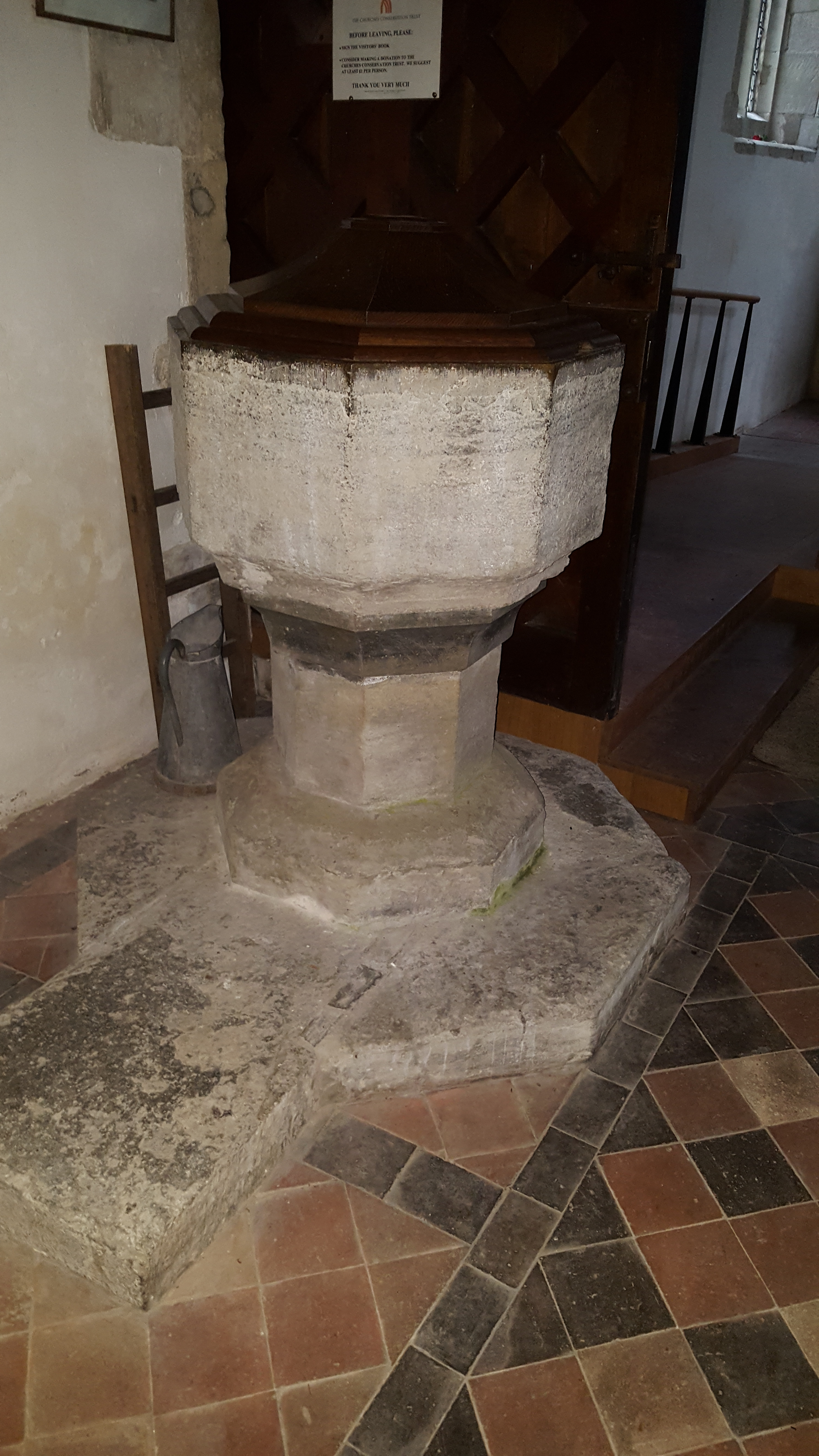
Fonte battesimale

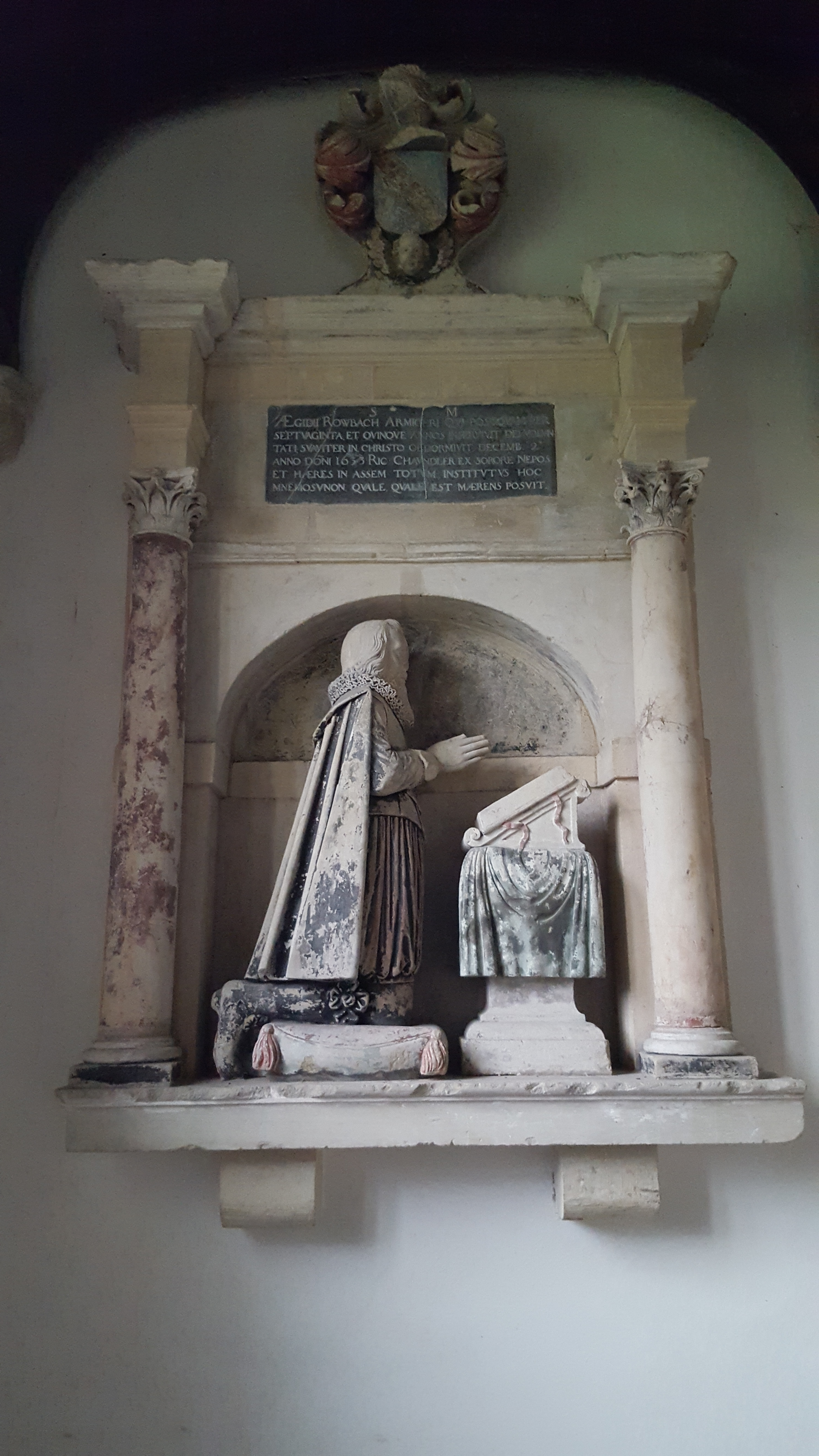
Monumento in pietra presente nella navata

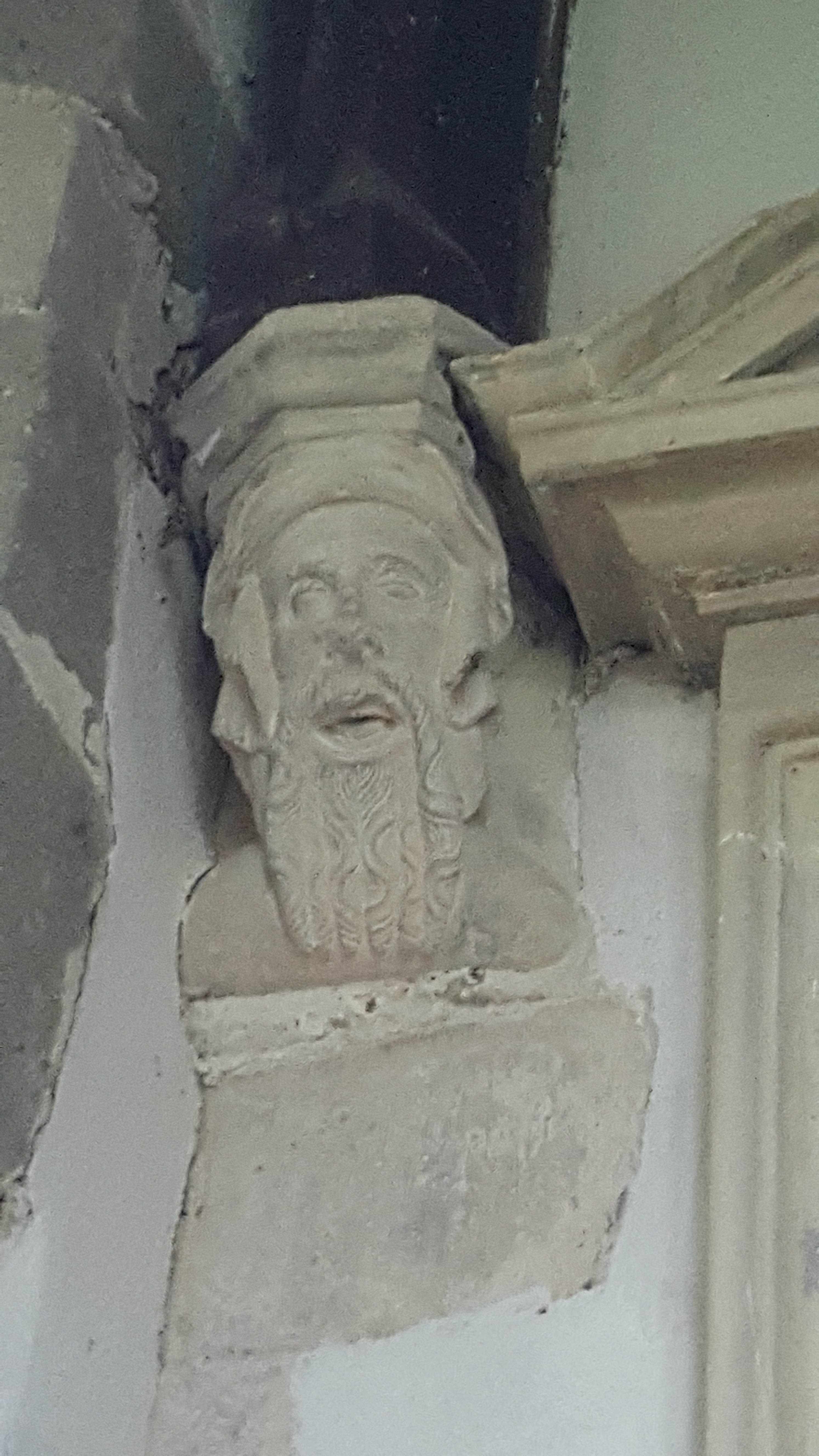
Particolare di una mensola in pietra scolpita raffigurante il volto di una persona

La parte iniziale della chiesa è stata costruita nel XII secolo. Il presbiterio è stato edificato successivamente, nel XIII secolo e le navate laterali furono aggiunte alla fine del secolo. Nel XV secolo fu costruito il portico settentrionale a due piani, quasi tutte le finestre della navata furono modificate e fu aggiunto il cleristorio. La torre originale era in pietra ma nel 1668 fu abbattuta e sostituita da un campanile in legno. La chiesa fu ampiamente restaurata da John Loughborough Pearson tra il 1865 e il 1867. Parte della torre e del campanile crollarono durante i lavori e fu necessario ricostruirne le parti superiori. Da quel momento fu conclusa con una piramide rivestita di scandole in legno. La porta sud fu sostituita da una finestra e il muro nord del presbiterio fu ricostruito. Vennero poste nuove vetrate nelle finestre est e ovest. Il tetto del presbiterio risale al XIX secolo ma i tetti a bassa pendenza delle navate laterali e della navata centrale risalgono al XV secolo. Nella seconda metà del XX secolo, quando i fedeli iniziarono a frequentare di meno il luogo di culto, l'antica chiesa parrocchiale fu dichiarata soppressa e venne sostituita nella sua funzione dalla vicina chiesa di San Nicola a Porton che divenne la nuova chiesa parrocchiale. Venne rilevata dal Fondo per le Chiese Indigenti nel 1978, che da allora si occupa della sua manutenzione. Nella torre ci sono quattro campane risalenti al 1661, al 1663, al 1731 e al 1882. I registri parrocchiali dal 1577 sono conservati presso il Wiltshire & Swindon History Centre. 

## Descrizione
L'English Heritage ha inserito dal 18 febbraio 1958 la chiesa di Tutti i Santi di Idmiston tra gli edifici storici come monumento classificato di prima categoria col numero 1023956. La chiesa apparteneva alla diocesi di Salisbury.

### Esterni
La ex chiesa si trova nell'abitato di Idmiston nella contea del Wiltshire nel Sud Ovest dell'Inghilterra, Regno Unito. Si tratta di una ex chiesa parrocchiale anglicana tra le più belle della valle del Bourne, un notevole esempio dello stile decorato, raro nel Wiltshire. Idmiston vantava una notevole tradizione di scultura in pietra e sulle pareti esterne di questa chiesa in selce e calcare si trovano numerosi gargoyle degni di attenzione. La sezione inferiore della torre è la parte più antica, di epoca normanna mentre la guglia della torre è stata abbattuta e sostituita da una in legno con copertura in scandole che erano originariamente di quercia ma vennero sostituite da quelle di cedro. Nella torre si conservano le quattro campane originali. Attorno alla chiesa si conserva il cimitero della comunità.

### Interni
L'interno è ricco di sculture che rendono la chiesa di particolare interesse storico e artitico. In particolare vi sono 37 mensole in pietra con volti ben scolpiti che mostrano numerose espressioni e si ritiene che gli scultori si siano ispirati agli abitanti del villaggio dell'epoca. Nella sala è raffigurata anche un'interessante selezione di abiti e copricapi storici e tipici. Ci sono volti scolpiti anche sulle travi del tetto, ma questi sono in un cattivo stato di conservazione. Le arcate laterali conservano notevoli esempi di decorazioni. Il fonte battesimale è in marmo di Purbeck, ottagonale e sorretto da un fusto e una base. Le arcate della navata presentano un aspetto a strisce creato dall'uso di fasce di pietra a contrasto. Vi è un caratteristico cleristorio e un portico settentrionale a due piani. Il pulpito è in pietra, la balaustra dell'altare e i banchi sono del XIX secolo. Tra le tombe e i monumenti commemorativi è presente una figura inginocchiata in una nicchia, dedicata a Giles Rowbach (morto nel 1633) probabilmente signore del maniero. Nella chiesa è sepolto il reverendo John Bowle, rettore di Idmiston tra il 1778 e il 1788 circa e autore del primo ampio studio su El Ingenioso Hidalgo Don Quijote de la Mancha di Miguel de Cervantes.